# NGC 5765
NGC 5765 est une paire de galaxies spirales relativement éloignée et située dans la constellation de la Vierge à environ 385 millions et 376 millions d'années-lumière de la Voie lactée. Cette paire de galaxies a été découverte par l'astronome britannique John Herschel en 1830 et elle est constituée de PGC 53011 au nord et de PGC 53012.

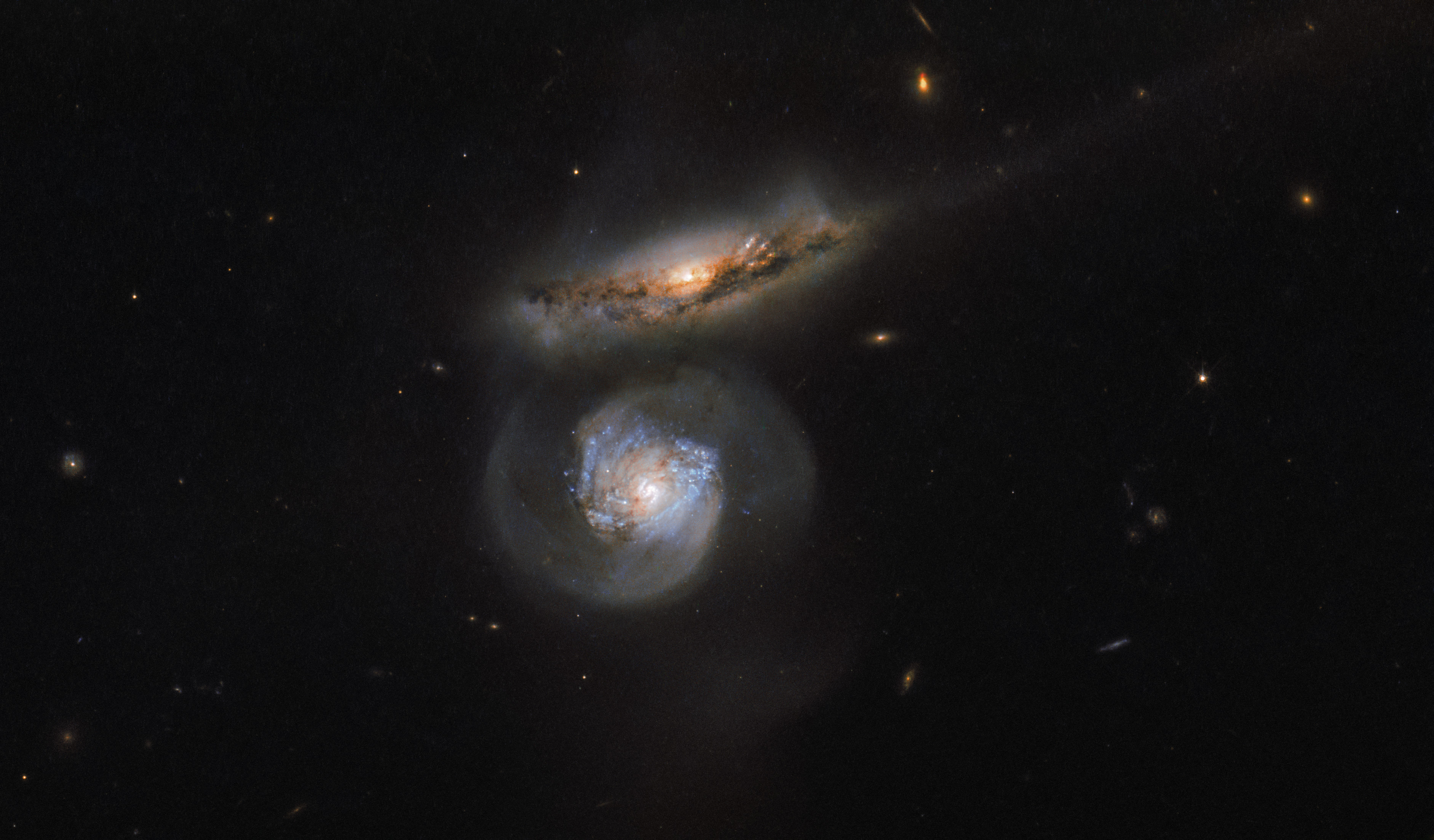
NGC 5765 par le télescope spatial Hubble.

NGC 5765 est une galaxie active de type Seyfert 2,.
PGC 53011 est aussi désigné comme NGC 5765A par la base de données NASA/IPAC et NGC 5765B par Wolfgang Steinicke (ce qui montre qu'on devrait éviter d'ajouter des lettres aux désignations standards, car il n'y a pas de convention établie pour l'ajout de celles-ci). PGC 53011 présente une large raie HI.
La vitesse par rapport au fond diffus cosmologique de PGC 53011 est de 8 661 ± 15 km/s, ce qui correspond à une distance de Hubble de 127,7 ± 8,9 Mpc (∼417 millions d'al) et celle de PGC 53012 est de 8 465 ± 8,74 km/s pour une distance de Hubble de 124,9 ± 8,7 Mpc (∼407 millions d'al). Elles sont donc à des distances similaires de nous et elles forment une paire de galaxies qui sont sûrement en interaction gravitationnelle.
À ce jour, une mesure non basée sur le décalage vers le rouge (redshift) donne une distance d'environ 126,000 Mpc (∼411 millions d'al) pour la galaxie PGC 53012. Cette valeur est à l'intérieur des valeurs de la distance de Hubble.